# 8776 Campestris
8776 Campestris è un asteroide della fascia principale. Scoperto nel 1977, presenta un'orbita caratterizzata da un semiasse maggiore pari a 2,6871162 UA e da un'eccentricità di 0,2089802, inclinata di 3,44512° rispetto all'eclittica.